# Державний кордон Йорданії

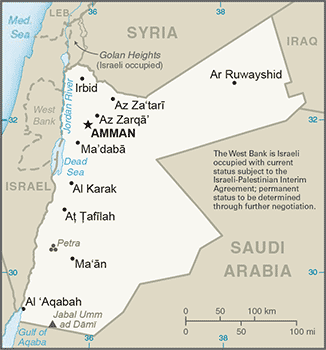
Карта Йорданії

Державний кордон Йорданії — державний кордон, лінія на поверхні Землі та вертикальна поверхня, що проходить по цій лінії, що визначають межі державного суверенітету Йорданії над власними територією, водами, природними ресурсами в них і повітряним простором над ними.

## Сухопутний кордон
Загальна довжина кордону — 1744 км. Йорданія межує з 5 державами. Уся територія країни суцільна, тобто анклавів чи ексклавів не існує.
Ділянки державного кордону
| Держава           | Ділянка        | Довжина (км) | Прикордонні регіони | Примітки |
| ----------------- | -------------- | ------------ | ------------------- | -------- |
| Ірак              | північний схід | 179          |                     |          |
| Ізраїль           | захід          | 307          |                     |          |
| Саудівська Аравія | схід           | 731          |                     |          |
| Сирія             | північ         | 379          |                     |          |
| Палестина         | захід          | 148          |                     |          |

## Морські кордони
Йорданія на півдні омивається водами Акабської затоки Червоного моря Індійського океану. Загальна довжина морського узбережжя 26 км. Згідно з Конвенцією Організації Об'єднаних Націй з морського права (UNCLOS) 1982 року, протяжність територіальних вод країни встановлено в 3 морські милі.